# Sukně

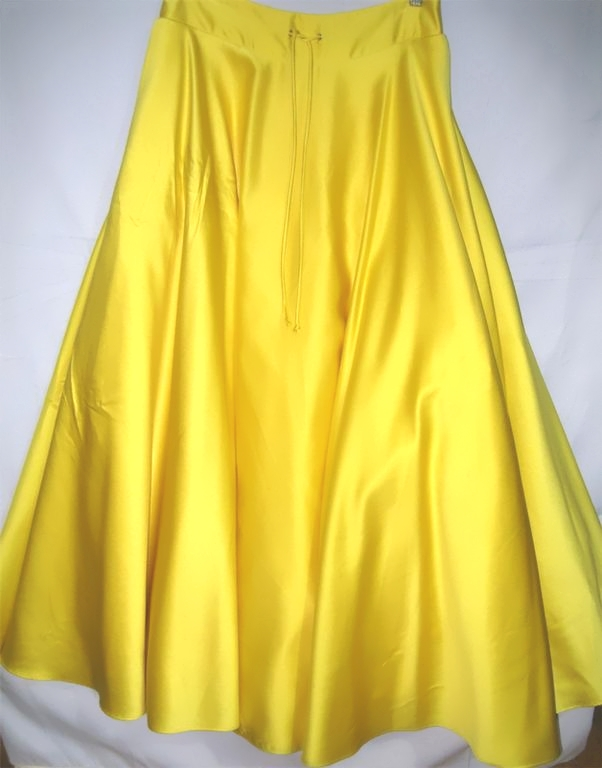

Sukně, zastarale též suknice, je svrchní nebo spodní část oděvu, sahající od pasu dolů. V dnešní době ji nosí v Evropě a Americe převážně ženy. 

## Dějiny
Původ sukně sahá až do pravěku, do období, kdy oděv nebyl ještě vždy diferencován pro muže nebo ženy. Z archeologických nálezů byly rekonstruovány dívčí a ženské sukně, pletené či tkané, podobné formám pozdějším. Další vývoj sukně lze vysledovat ve starověkých říších až do třetího tisíciletí před naším letopočtem, v Egyptě jsou vyobrazeny krátké mužské sukně se sponou v pase, nazývané někdy zástěrka nebo kilt, a to jak u faraonů,, tak u jejich úředníků, bývaly někdy z palmového listu. Egyptské ženy nosily sukně dlouhé, z vlněné nebo bavlněné tkaniny. Také v Sumeru, Mezopotámii a v Persii nosili muži krátké sukně. Sumerská kaunakes byla z dřevěných destiček. Na Krétě a v Mykénách se dochovala vyobrazení bohyně i kněžky v dlouhé kaskádové sukni a s odhaleným poprsím z poloviny druhého tisíciletí před naším letopočtem.
Ženské sukně se často nosily dvě, jedna spodní a jedna svrchní, větší počet sukní vyznačoval na venkově bohatou nevěstu. Zástěra byla od středověku pracovní sukní pro ženy i pro muže. 
U lidových krojů se zadní sukně nazývala kasanice (fěrtoch), přední zástěra šorec. . Mužská sukně je součástí některých národních krojů, patří například ke skotskému oděvu. 
Sukně se nosily prodloužené s vlečkou, podkasané, s vycpávkami či jinak vyztužené, krinolína či polokrinolína byla napjatá na obruči, sukně s honzíkem (turnýra).  Dětské sukně lze sledovat na portrétech chlapců od středověku až do 18. století.   
Zatímco ve starších historických dobách převládaly dlouhé šaty, v 19. století se ujalo praktické dělení ženského oděvu na sukni a živůtek, nebo sukni s krátkým kabátkem, tato souprava byla nazvána kostým.
Ženy nosily sukni často také z hygienických důvodů kvůli menstruaci, v dnešní době její nošení již není univerzální z důvodu dostupnosti moderních hygienických potřeb. Na přelomu 19. a 20. století se objevila sukně kalhotová, zprvu ve sportu (cyklistky) a pro pracovní použití. Během 20. století se sukně rozvinuly jak svými materiály a úpravami (např. sukně skládaná či plisovaná), tak délkou (Minisukně).

## Galerie

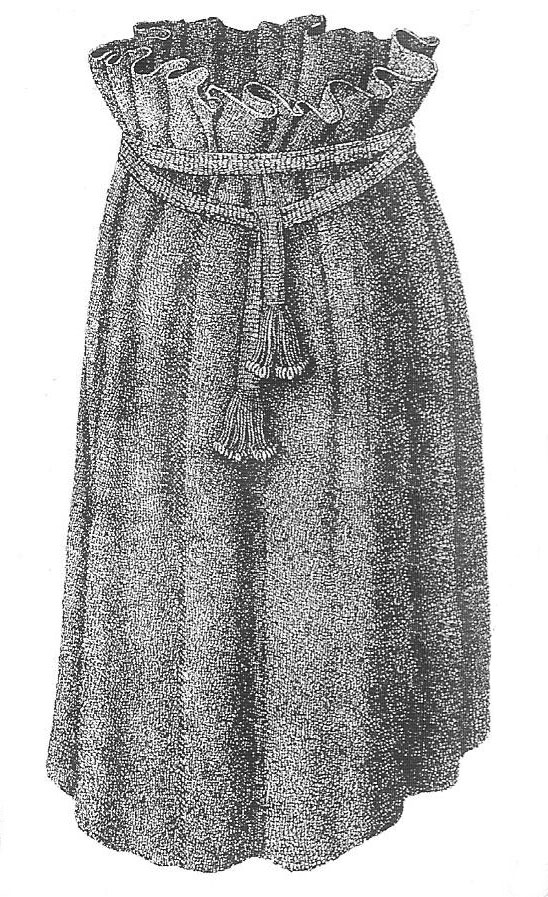
Pravěká sukně
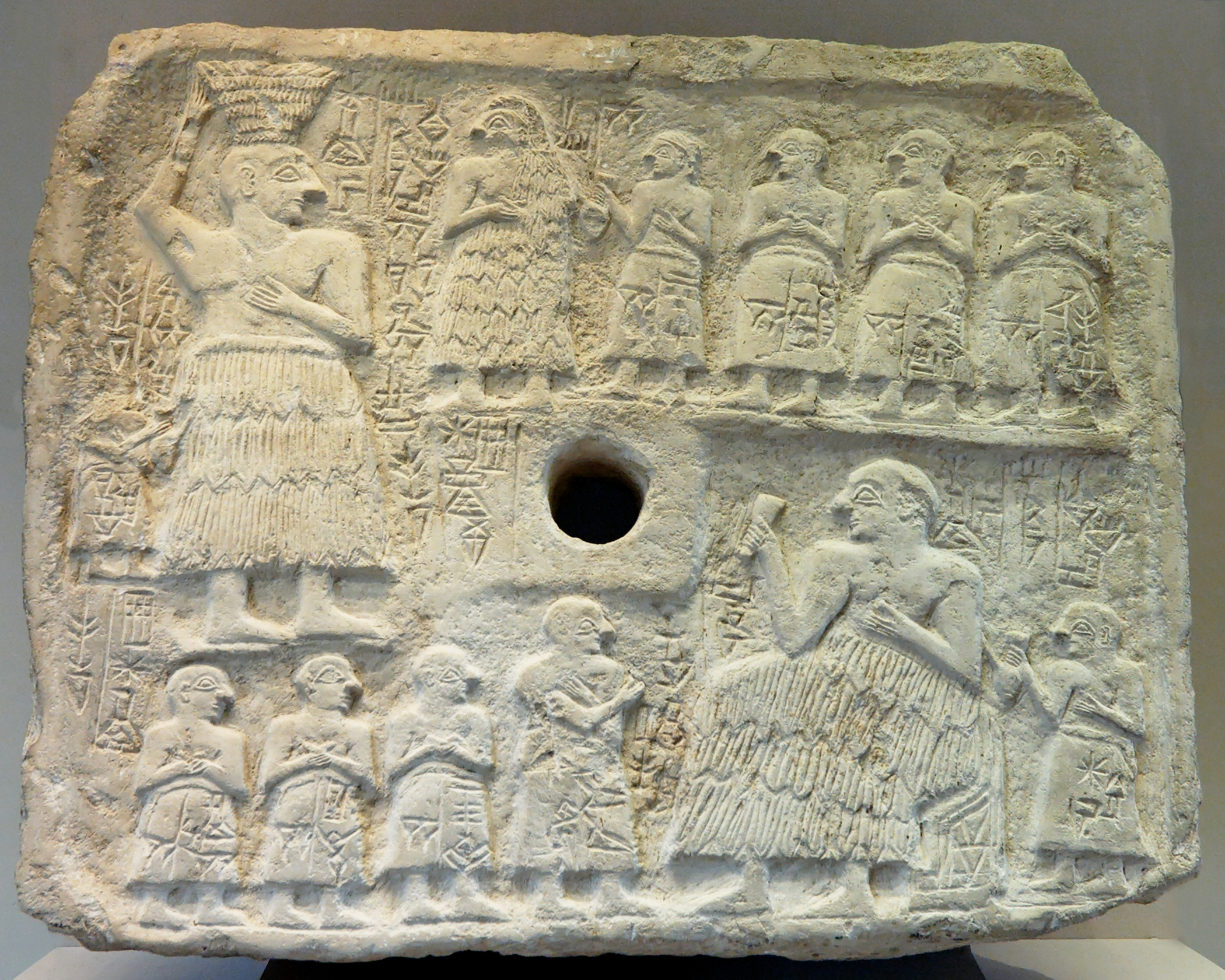
Sumerské sukně kaunakes
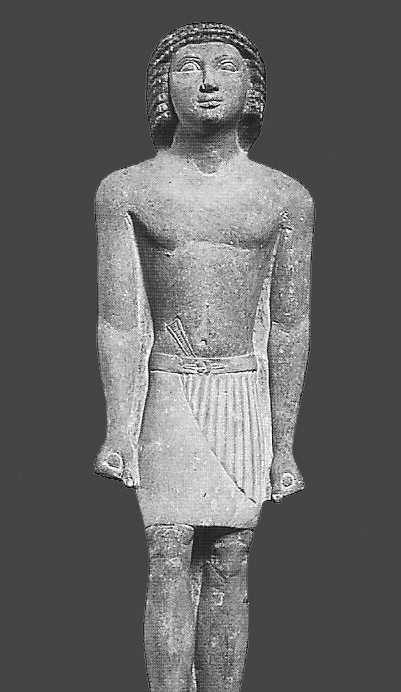
Egyptský úředník
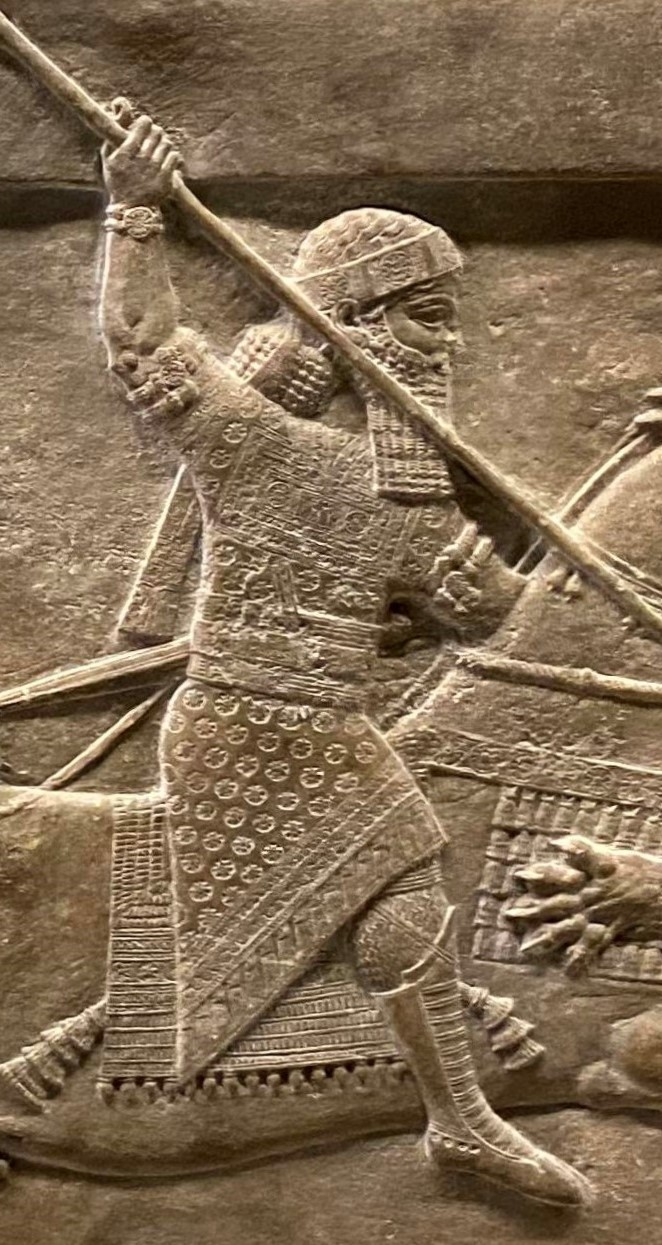
Asyrský král Aššurbanipal
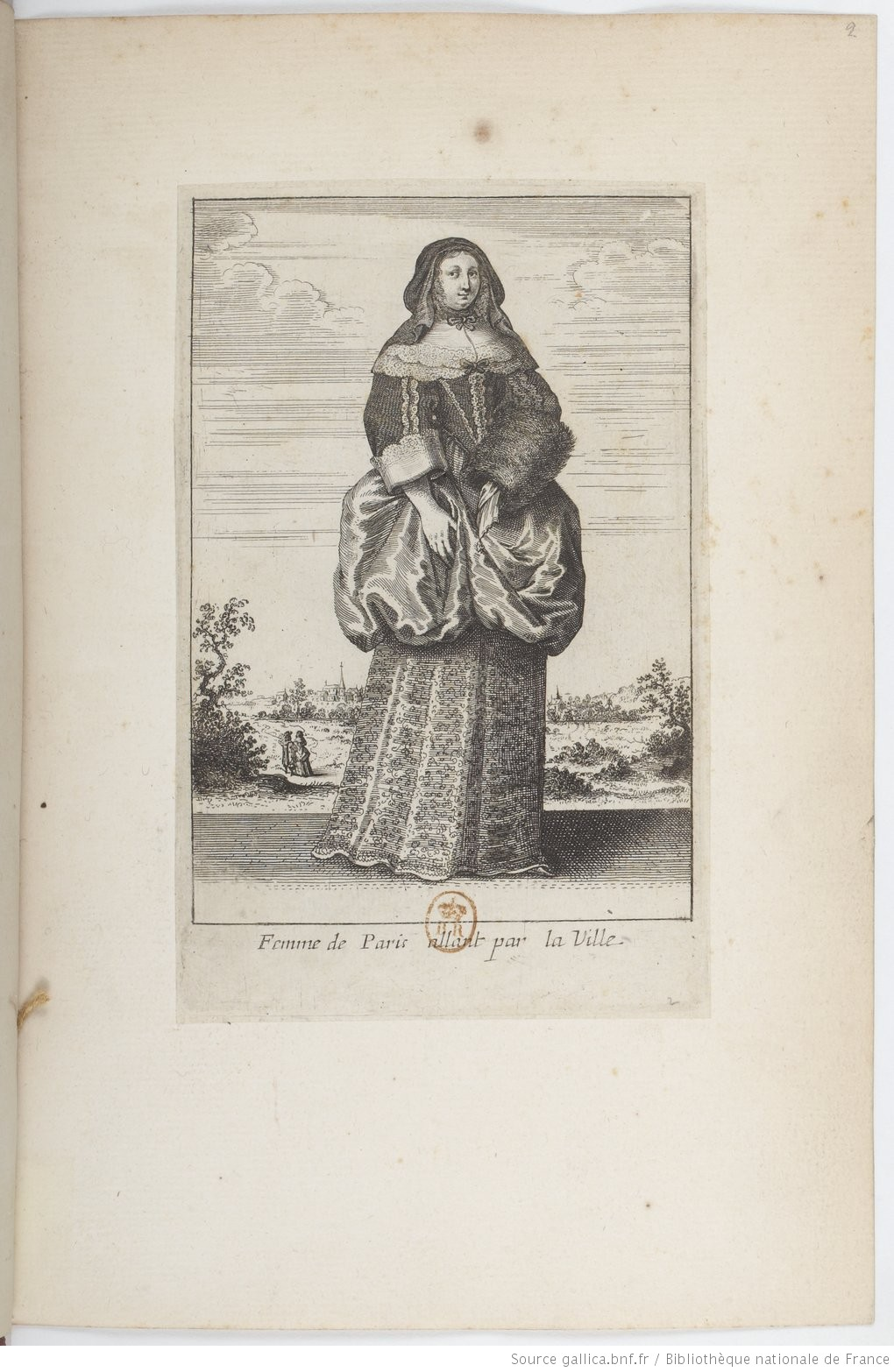
Podkasaná sukně barokní, Václav Hollar
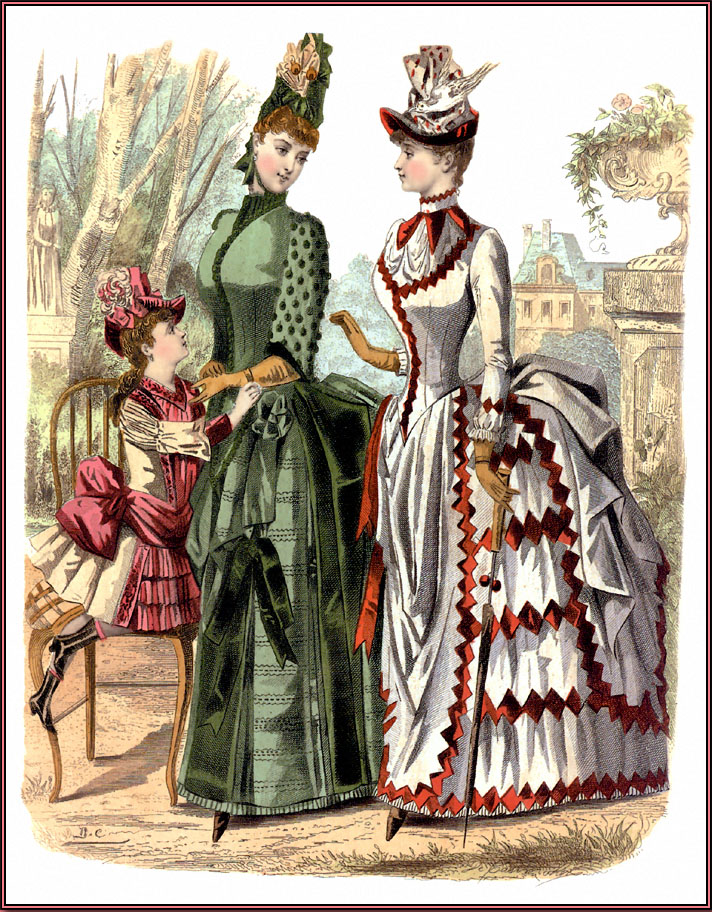
Sukně s honzíkem, 1890